# Silniční most v Lokti (okres Sokolov)
Silniční most v ulici T. G. Masaryka je železobetonový obloukový most z roku 1936, překlenující údolí řeky Ohře v Lokti v okrese Sokolov v Karlovarském kraji, na silnici II/209. Návrh architektonické podoby mostu se třemi oblouky je dílem architekta Adolfa Benše.

## Historie
V Lokti jsou přes řeku Ohři už v pozdním středověku písemně doloženy mosty Horní a Dolní. Spojení Robičského předměstí s protějšími svahy nad řekou umožňoval na místě dnešní lávky dřevěný most zvaný Röhrsteig, který je doložen už k roku 1637. Druhý, rovněž dřevěný most zvaný Kaisersteig na konci Zahradní ulice později zanikl. V polovině 18. století zde možná stával i barokní kamenný obloukový most. Roku 1835 byl na místě dnešního mostu postaven řetězový most císaře Ferdinanda, po kterém byla přes centrum města odkloněna císařská silnice z Chebu do Karlových Varů, která původně město míjela. Řetězový most byl pro špatný stav v roce 1928 uzavřen a v roce 1931 zbořen. Doprava z Chebu do Karlových Varů byla převedena na Janský most u porcelánky koncernu Epiag, vzdálený více než jeden kilometr.
Ministerstvo veřejných prací se rozhodlo řetězový most nahradit a pověřilo Ing. Dr. Václava Janáka, ministerského radu, aby vypracoval „povšechný" projekt. Na podobu nového mostu vypsalo soutěž. Z té vyšel jako vítězný návrh architekta Adolfa Benše. Stavbu provedla firma Jakuba Domanského v letech 1934 – 1935.
Most je v současné době dochován téměř v původním stavu, svými parametry ale slouží pouze pro osobní automobily. Těžší vozidla musí používat okružní komunikaci kolem města, která převádí silnici I/6 přes nový obloukový most postavený v roce 1975 severně od Lokte.

## Popis stavby
Železobetonový obloukový most o třech polích je 116 m dlouhý a jeho hlavní oblouk s elipsovitou klenbou má rozpětí 74,6 m a vzepětí 17,5 m. Krajní pole mají půlkruhovou klenbu a po jejich stranách vedou schody ke břehům řeky Ohře. Mostní konstrukci tvoří dva pásy vetknutých betonových oblouků, nesoucích mostovku pomocí svislých stojek. Ty byly zakryty teracovými deskami s pemrlovaným povrchem, což je podle odborníků v kontrastu s historickou zástavbou na jeho předmostí.
Vozovka se nachází ve výšce 21,27 m nad hladinou řeky a volná šířka mostu mezi zábradlími je 9,86 m (6 m činí vozovka a 2 x 1,93 m chodníky).

## Spor o vlastnictví mostu
V jednotné evidenci mostů BMS je most veden pod číslem 209-SO010a, tedy jako by patřil k silnici II/209 a do správy KSÚS Karlovarského kraje, ačkoliv silnice přes centrum města nevede a míjí jej na severovýchodní straně. Na oficiální veřejné mapě Silniční a dálniční síť ČR však tento most ani po něm vedená komunikace evidovány nejsou, fyzicky most není označen standardními tabulkami s evidenčním číslem.
Most vlastnil Karlovarský kraj, uzavřel však v březnu 2009 s městem Loktem smlouvu o smlouvě budoucí, protože město připravilo projekt, který zahrnoval opravu mostu, stavbu parkoviště a rekonstrukci amfiteátru. Smlouva byla podmíněna tím, že město získá na projekt evropskou dotaci z ROP Severozápad, o kterou požádalo a která mu byla ve výši 37,8 milionů Kč odsouhlasena. Nové vedení města pod vedením starosty Zdeňka Bednáře v roce 2013 však zjistilo v původně již odsouhlaseném projektu nedostatky a nesrovnalosti, kvůli kterým by čerpání dotace bylo neoprávněné, a kvůli tomu i kvůli napjaté finanční situaci projekt zastavilo a dotaci odmítlo, dotační úřad pak městu i písemně potvrdil,  že finanční podporu nebylo možné na rekonstrukci mostu použít, a dotaci o 8 milionů snížil. Kraj však trval na tom, že podmínka smlouvy byla naplněna a mimo to most není součástí silniční sítě, ale vede po něm jen místní komunikace. Město se snažilo dohodnout na kompromisu, aby se na opravě mostu společně podílely kraj i město, ale kraj tento návrh odmítl. Náměstek hejtmana tak v lednu 2013 zastával názor, že vlastnictví mostu bude muset určit soud. Vedení kraje podniklo kroky k podání žaloby na město. V dubnu 2013 byly obě strany sporu přesvědčeny, že jsou v právu a soudní řízení vyhrají. 8. listopadu 2013 se žalobou začal zabývat okresní soud v Sokolově. Soud nakonec v prosinci 2013 rozhodl, že si kraj musí most nechat ve svém vlastnictví. Soud rozhodl na základě skutečnosti, že město nepočítalo s přispěním tak vysoké částky z vlastního rozpočtu, protože obvyklý příspěvek z fondů ROPu činí 85 % celkových nákladů na akci.
V roce 2024 Krajská správa a údržba silnic Karlovarského kraje prováděla sanaci mostu za 53 milionů Kč, dokončení prací je plánováno na červenec 2025. Ředitel krajských silničářů v srpnu 2024 oznámil, že po rekonstrukci převezme most město Loket.

## Galerie

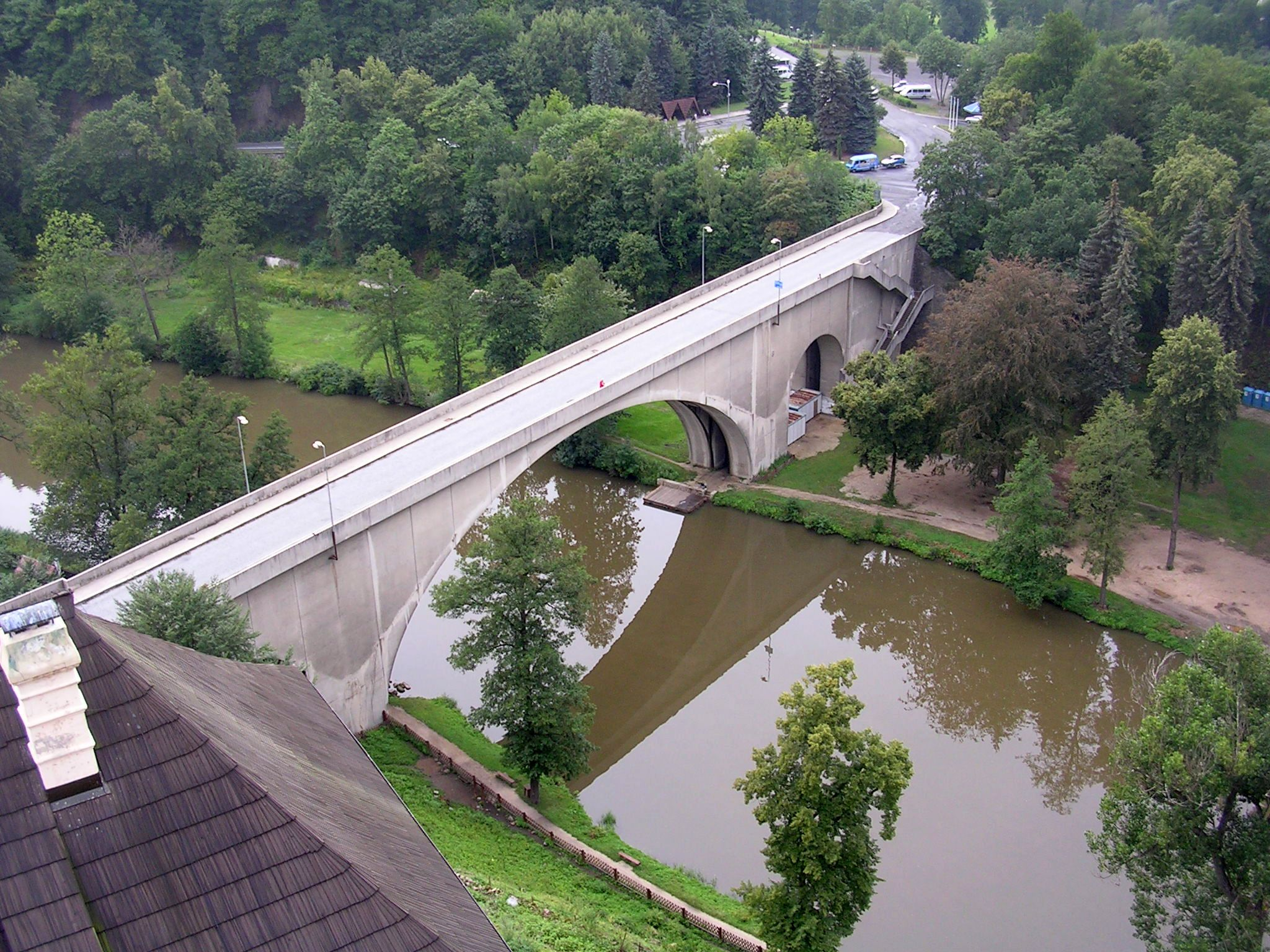
Most přes Ohři v ulici T.G. Masaryka
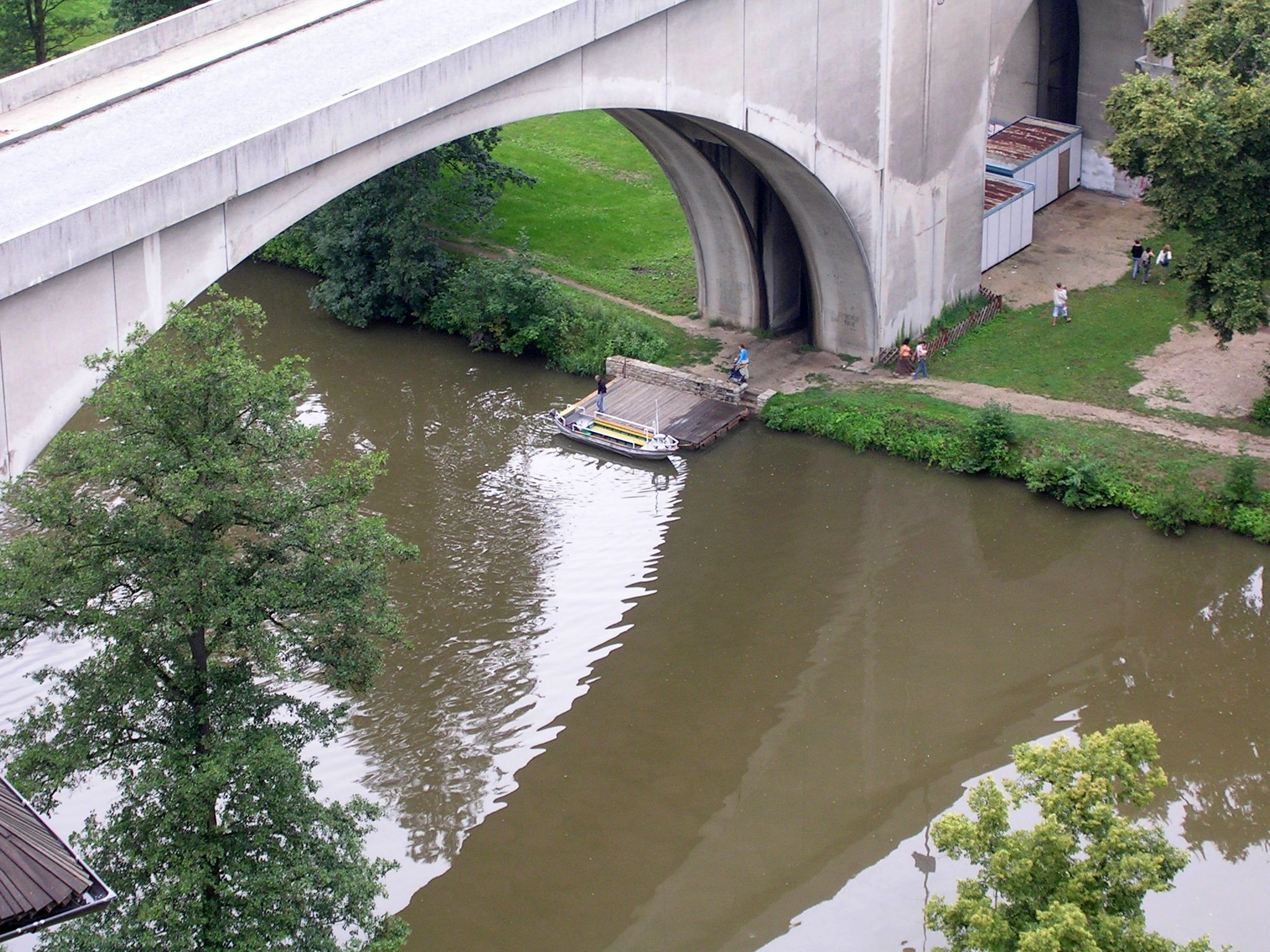
Pohled na most z hradní věže